# Lüssow (Pomerania Anteriore Settentrionale)
Lüssow è un comune del Meclemburgo-Pomerania Anteriore, in Germania.
Appartiene al circondario (Kreis) di Pomerania Anteriore-Rügen ed è parte della comunità amministrativa (Amt) di Niepars.

## Geografia antropica

### Suddivisioni amministrative
Il territorio comunale comprende 3 centri abitati (Ortsteil):
- Klein Kordshagen
- Langendorf
- Lüssow